# Acanthochondrites annulatus
Acanthochondrites annulatus is een eenoogkreeftjessoort uit de familie van de Chondracanthidae. De wetenschappelijke naam van de soort is voor het eerst geldig gepubliceerd in 1869 door Olsson.